# Porothamnium explanatum
Porothamnium explanatum là một loài Rêu trong họ Neckeraceae. Loài này được (Mitt.) M. Fleisch. miêu tả khoa học đầu tiên năm 1925.